# گربه خط‌دار

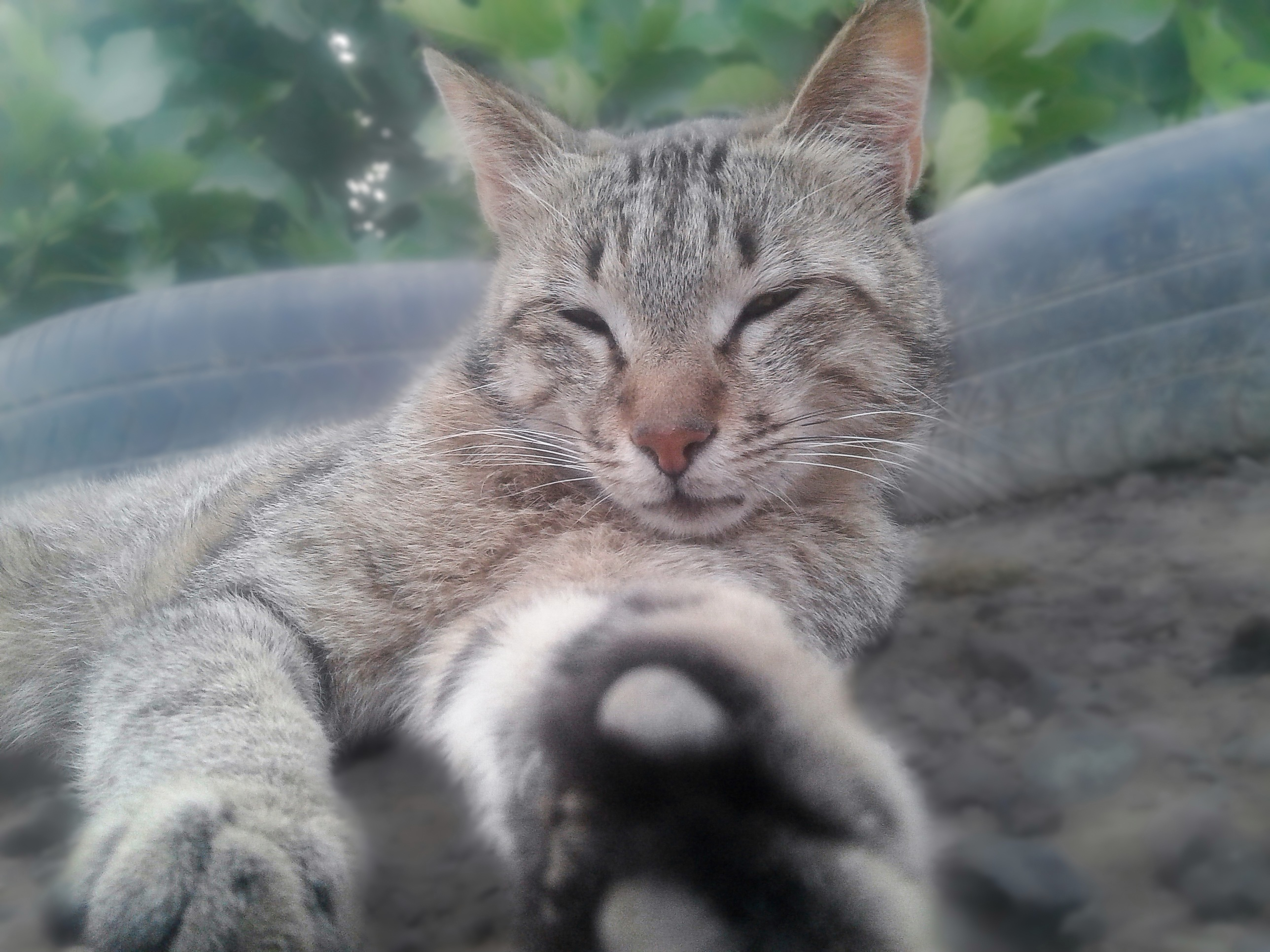
گربه‌ای خط‌دار با طرح M بر روی پیشانی.

گربه خط‌دار یا گربه تابی (انگلیسی: Tabby cat) اصطلاحی است که برای هر گربه اهلی که روی پیشانی‌اش علامت M شکل خاصی دارد استفاده می‌شود و ویژگی‌های آن عبارتند از:  خطوط راه راه دور چشم و روی گونه‌ها، در امتداد کمر و اطراف پاها و دم، و همچنین طرح‌های راه راه، نقطه‌چین، خط‌دار، لکه‌دار، نواری یا چرخشی روی بدن، گردن، شانه‌ها، پهلوها، سینه و شکم که بر اساس نوع تابی، الگوی خاصی دارد. «تابی» یک نژاد نیست، بلکه نوعی پوشش است که تقریباً در تمام نژادهای گربه اهلی دیده می‌شود.

## ریشه‌شناسی

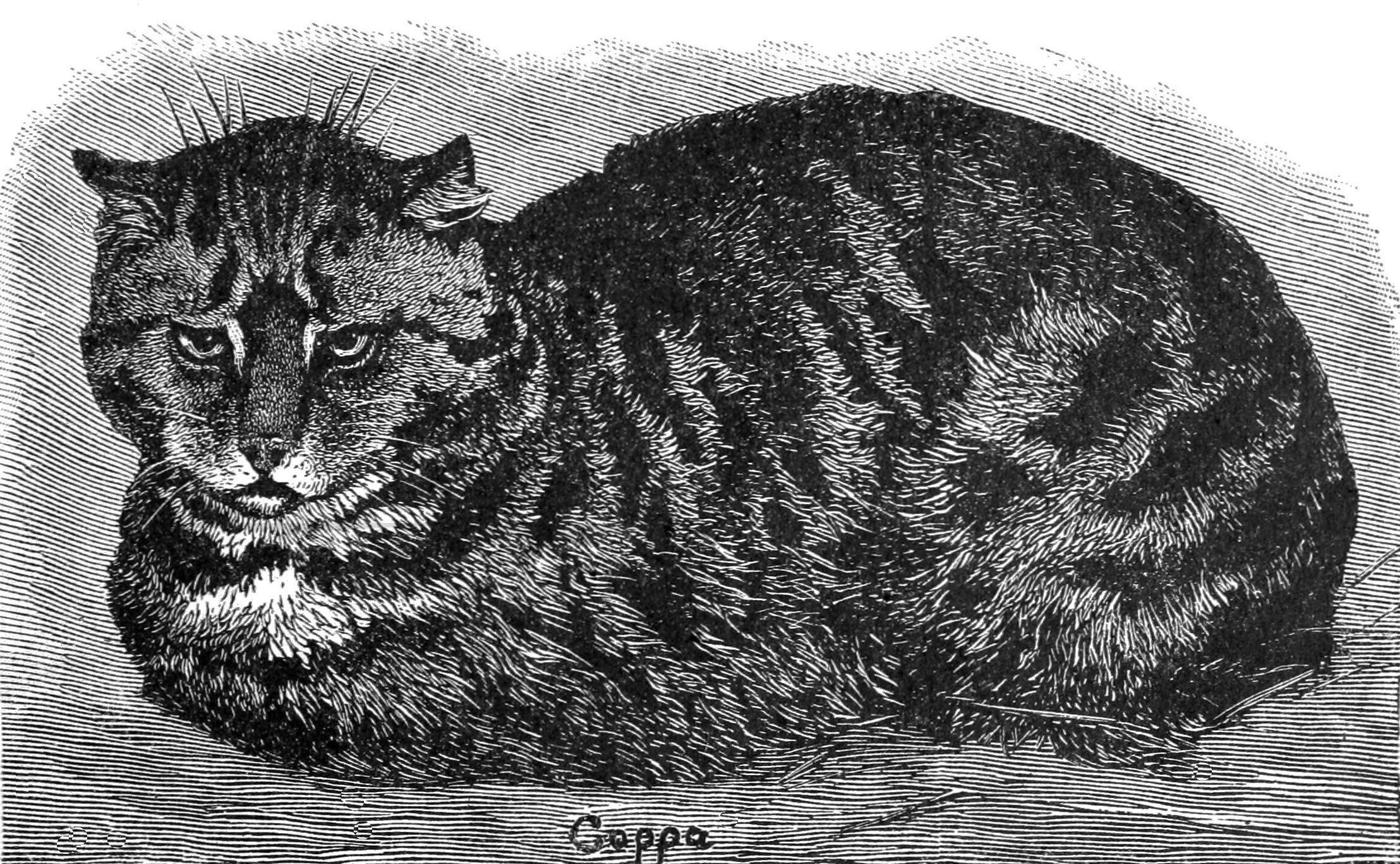
نقاشی یک گربه خط‌دار که در قرن ۱۹ کشیده شده.

اصطلاح انگلیسی تابی در اصل به «تافته ابریشم راه راه» اشاره دارد که شکل تغییریافته کلمه فرانسوی tabis است؛ منشأ این واژه را می‌توان بیشتر در کلمه «آتابیس» فرانسوی میانه (قرن چهاردهم) جستجو کرد که از اصطلاح عربی عتابیة سرچشمه می‌گیرد. این کلمه اشاره به منطقه عتبیه بغداد دارد که به خاطر پارچه راه راه و ابریشم شهرت داشت. در فرهنگ فارسی معین نیز در توضیح عتابی آمده‌است: نوعی پارچه موجدار و رنگارنگ شبیه اطلس که در عتابیه بغداد بافته می‌شد. این منطقه در بغداد نیز نام خود را از والی مکه در زمان امویان، عَتّاب ابن اسید، گرفته‌است؛ این پارچه‌های ابریشمی در جهان اسلام رایج شد و به انگلستان نیز گسترش یافت تا جایی که در قرن هفدهم و هجدهم کلمه «تابی» در زبان انگلیسی رواج پیدا کرد.